# Duodécimo Grado
Duodécimo Grado, Duodécimo Curso, Duodécimo Año o simplemente Duodécimo es el penúltimo curso de la educación preuniversitaria que contempla los 11 años de escolaridad. Según el sistema educativo de cada país, la denominación exacta puede seguir la misma numeración que la iniciada en los cursos de primaria (con lo que sería el duodécimo curso) o bien puede seguir la numeración correspondiente a los cursos de secundaria (por ejemplo, Sexto de Secundaria) o incluso puede iniciar una nueva numeración correspondiente a los cursos de bachillerato (por ejemplo, Tercero de Bachillerato).

## Espacios curriculares
- En matemáticas se enseña matemáticas aplicada y trigonometría.
- En biología se enseña primeros auxilios y educación sexual.
- En física se repasa lo dado en el año anterior.
- En lengua se repasa lo dado en el año anterior.

## Denominación
- Argentina: «Quinto/Sexto Año»
- Bolivia: «Sexto de Secundaria»
- Chile: «Cuarto Medio» (desde 2026 Sexto Medio)
- Ecuador: «Tercero de Bachillerato (General Unificado en Ciencias, General Unificado Técnico)»
- España: «Segundo de Bachillerato»
- Japón: «Tercero de educación superior» (véase High school)
- Colombia «Grado doce», «Doce», o «Séptimo de bachillerato» (a partir de 2015)
- Estados Unidos «senior»
- Venezuela «Sexto Año» «Tercero de técnica»
- México «Sexto Semestre de bachillerato» «Tercer grado de bachillerato»